# Historia de la telenovela argentina
La telenovela argentina comienza a desarrollarse a partir de la primera emisión de televisión.
Se la puede clasificar en dos grandes períodos en función de sus modos de producción:
- Desde los 50 hasta el proceso militar: es una producción con rasgos artesanales pero constantes. No hay grandes inversiones, existe una industria de la ficción a pesar de tener una baja calidad de imagen y sonido. Desde los comienzos se ejerció censura sobre el material, con la justificación de querer evitar temas de cuestionamiento a la moral.
- Desde el proceso hasta la actualidad: se comienzan a modificar las condiciones de producción y las políticas de circulación de telenovelas. Se privilegia la fórmula sobre la forma, el generar pequeñas variaciones antes que pretender innovar, la estandarización sobre la individualidad. Este panorama deja poco lugar al realizador, reforzando así la figura del productor.

## Década del 50
Esta década es la de la gestación de la televisión argentina. Se efectúa la primera transmisión. La telenovela ocupa un lugar importante dentro de la programación y se alimenta de autores y libretos que provienen de la radio. Algunas producciones destacadas fueron “Teleteatro de la sonrisa”, “Teleteatro del romance”, “Teleteatro del suspenso”, (1952) “Como te quiero, Ana”, “Los hijos del corazón”, “Ellos que dicen amarse”."Teleteatro de Bolsillo" "Teleleatro de la tarde " en 1952 un éxito fue "El hombre de aquella noche" con juan Jose miguez y fernanda mistral. "teleteatro a la hora del te" etc.

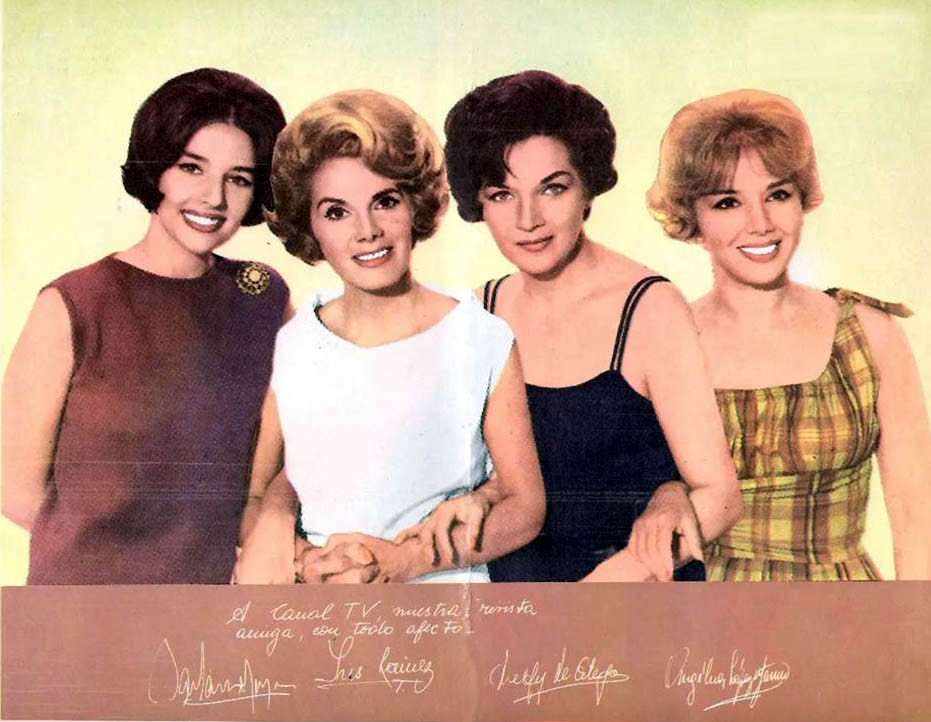
El amor tiene cara de mujer

## Década del 60
A lo largo de estos años, se consolida la programación de los canales privatizados (9, 2, 11 y 13) y se produce un lento pero seguro avance, siguiendo los lineamientos de una economía argentina y mundial que crecía a buen ritmo. Entre las producciones de la época se destacan “El amor tiene cara de mujer” (1964), “Simplemente María”, “Una pandilla para el recuerdo”."Ocho estrellas en busca del amor, "Mayson Polyana "."Los que no debian amarse"."muchacho triste "."la piedra contra el cristal" ."Imagen del rio "."Historias de Amor".El primer programa de canal 9 fue la telenovela "Mujercitas" 
A finales de los 60 y principios de los 70, varios títulos comienzan a ser emitidos en horarios nocturnos, con frecuencia semanal y contando historias más adultas, con personajes masculinos, por ejemplo “Cuatro hombres para Eva”. Así, la telenovela deja de ser un género para mujeres.

## Década del 70
A pesar de la gran oferta de ficción, los principales niveles de audiencia los obtenían las emisiones especiales de deportes, con las novedosas transmisiones vía satélite, los ciclos de cine y de entretenimiento.
Los relatos toman contacto con la contemporaneidad narrada. Se comienzan a incluir canillitas, colectiveros y taxistas, se incorpora con naturalidad las tonadas provincianas. Sobresalen los barrios y las casas con patio y cocina. Entre las telenovelas más importantes se destacan “Esta noche, miedo” “Rolando Rivas, taxista” "Piel Naranja":"Pobre diabla"."Dos a quererse" "Me llaman Gorrion" "Cuatro hombres para Eva "y “Malevo”.
A partir del proceso militar, la censura se ejerció a través de las direcciones artísticas de los canales y también a través del COMFER.
Es importante destacar que, mientras que, en países de Iberoamérica a fines de los 70 y principios de los 80 se da paso a una producción industrial, con capacidad de elaborar productos con calidad técnica y de penetrar en los mercados internacionales, Argentina no pudo ponerse a tono con esa dinámica. 

## Década de 1980
Esta década se caracteriza por un notable incremento en la coproducción de contenidos y la producción independiente. Esto lleva a que las tramas narrativas se internacionalicen y que en términos de actuación se eliminen expresiones como el “che” y el “vos”.
En marzo y abril de 1980, la SIP emite recomendaciones sobre la telenovela, aconsejando una narración con una trama central, sin agregar tramas paralelas, los contenidos no debían incluir un mensaje positivo en lo moral, lo ético y lo estético, que las historias no tuvieran una duración indefinida y que los canales no exhiban más de dos tiras diarias.
En 1982, el COMFER dispone que “La búsqueda”, “El derecho de nacer” y “Viviana” (estas dos últimas telenovelas mexicanas) sean emitidas después del horario de protección al menos, justificando que presentaban irregularidades y que provocaban modelos negativos en la audiencia.
En esta década se reformula el proceso de producción, basándose en el modelo de fórmula.

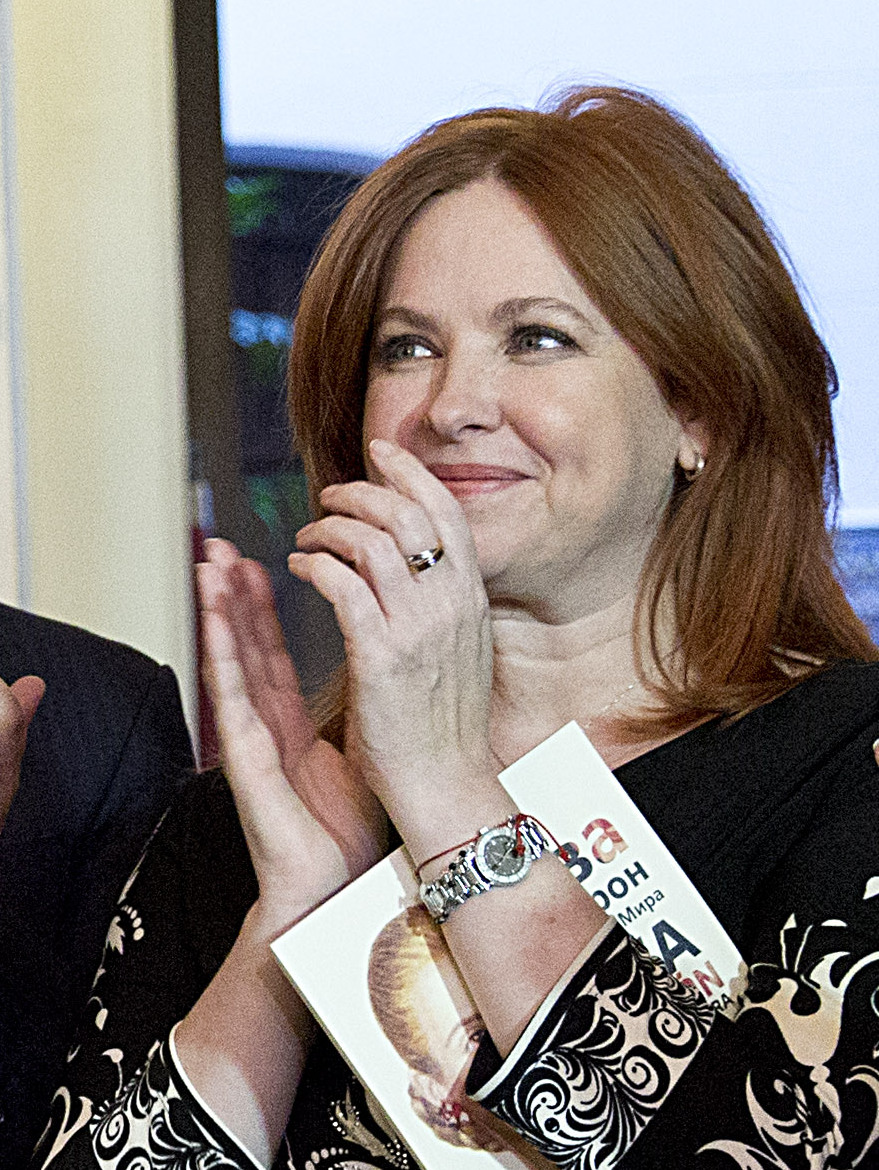
Andrea del Boca en el Centro Cultural Kirchner

Dentro de las novelas más importantes, se encuentran “Cuando es mentira el amor”, “Amo y señor” y “La extraña dama” .

## Década de 1990
Entre 1990 y 1994, se vive en el país un auge de la producción de telenovelas transnacionales. Esta década se caracteriza también por la popularidad de varios actores, entre los que se destacan Andrea del Boca, Osvaldo Laport, Gabriel Corrado, Luisa Kuliok.
Las telenovelas más relevantes de la década fueron “Gasoleros”, “Verano del 98” y “Ricos y famosos”.

## Década del 2000
Si bien la televisión se vio repleta de reality shows, las telenovelas siguieron ocupando los lugares centrales en la franja horaria y siendo la programación favorita de los telespectadores. Se destacaron “Vidas robadas”, “Costumbres argentinas” “El sodero de mi vida”, “Los Roldán”, “Don Juan y su bella dama”.

## La telenovela en la actualidad
Por los costos de producción, han ganado terreno los reality shows, los programas de concurso y los magazines. Aun así, la producción de ficción sigue siendo considerable. Se destacan “Historia clínica”, “Historia de un clan”, “Esperanza mía”, “Graduados”, “Botineras”.